# Lakeview (Oregon)
Lakeview ist eine 1889 gegründete Stadt im Süden von Oregon, USA und der Verwaltungssitz des Lake County. Das U.S. Census Bureau hat bei der Volkszählung 2020 eine Einwohnerzahl von 2.418 ermittelt. Lakeview verfügt über einen Flughafen und ist seit 1911 an das US-amerikanische Eisenbahnnetz angeschlossen, jedoch verkehren ausschließlich Güterzüge nach Lakeview. Die Stadt war von 1912 bis 1927 nördlicher Endpunkt der schmalspurigen Nevada-California-Oregon Railway.

## Lakeview als Typlokalität
Das nahe der Ortschaft Lakeview gelegene Bergwerk „White King Mine“ gilt als Typlokalität für die Minerale Heinrichit und Metaheinrichit. Insgesamt konnten in der Umgebung von Lakeview bisher 26 anerkannte Minerale und 6 Varietäten entdeckt werden (Stand 2020), so unter anderem Auripigment (engl. Orpiment) und Realgar, Abernathyit, Cinnabarit (Zinnober), Galenit (Bleiglanz), Stibnit (Antimonit), Thomsonit-Ca und Uraninit in der Varietät Pechblende.